# Psephurus gladius
Il pesce spada cinese o pesce spatola cinese (Psephurus gladius) (cinese semplificato: 白鲟; cinese tradizionale: 白鱘; pinyin: báixún), è stato uno tra i più grandi pesci d'acqua dolce del mondo estintosi nel 2020. Un tempo questa specie era nota con il sinonimo di Polyodon gladius.

## Descrizione
Insieme al pesce spatola americano era una delle due specie attuali di pesce spatola. Veniva chiamato anche "pesce elefante" (象魚; xiàngyú), poiché il suo muso ricorda la proboscide di un elefante. Nell'antica Cina era detto anche pesce-wěi (鮪). Più poeticamente, talvolta veniva indicato come "Panda Gigante dei Fiumi", non perché ricordava un panda nell'aspetto, ma per la sua rarità e per lo status di animale protetto.
Il pesce spatola cinese godeva della più completa protezione nel Paese in cui viveva. Il suo ventre era bianco, mentre il dorso e la testa erano grigi. Viveva più che altro nelle acque del corso medio e inferiore dello Yangtze (Chang Jiang), ma talvolta si incontrava anche in grandi laghi. Si nutriva soprattutto di altri pesci, ma anche di granchi e gamberetti. Raggiungeva la maturità sessuale dopo sette o otto anni, quando sarebbe stato lungo 2 metri e sarebbe pesato 25 chilogrammi. Era in grado di raggiungere i 7 metri di lunghezza e di pesare diverse centinaia di chilogrammi.

## Conservazione
A causa della pesca incontrollata, il pesce spatola cinese era una specie a rischio critico ed era protetto fin dal 1983. Oltre che dalla pesca, la sua sopravvivenza era minacciata anche dalla costruzione di dighe, come quella delle Tre Gole, che divise la popolazione in due gruppi. Dagli anni cinquanta venne avvistato sempre più raramente. Dal 1982 al 2008 il più alto numero di esemplari catturati fu 32, nel 1985. Nel 1995 vennero osservati degli esemplari giovani. Nel 2002 fu accidentalmente catturata una femmina; i tentativi fatti per salvarla fallirono, e morì in cattività dopo 30 giorni. Nel gennaio 2003 un'altra femmina fu catturata per caso e le fu attaccato un segnalatore a ultrasuoni, dopodiché fu rilasciata, ma si perse il contatto dopo 12 ore. Tra il 2006 e il 2008 si cercò di trovare altri esemplari esplorando ben 412,5 km del fiume Yangtze, ma l'esito fu negativo. Il team usò inoltre un equipaggiamento idroacustico che consentiva di creare un'immagine del fiume e di ogni cosa che vi era al suo interno. Questo identificò nove possibili obiettivi, tra cui due possibili pesci spatola. Un esemplare di 3,6 metri e del peso di 250 chilogrammi venne ucciso dai pescatori di frodo l'8 febbraio 2007 nella Contea di Jiayu, lungo lo Yangtze. Gli avvistamenti sempre più rari portarono a credere che la specie si potesse essere estinta, una notizia confermata a gennaio 2020.